# جايلين هاول
جايلين ماري هاول (من مواليد 21 نوفمبر 1999) هي لاعبة كرة قدم أمريكية، تلعب كلاعبة خط وسط لفريق راسينغ لويسفيل. مثلت الولايات المتحدة في مستوى تحت 17 عامًا وتحت 20 عامًا. في مارس 2017، أستدعيت للمنتخب الوطني الأول لخوض مباراتين وديتين دوليتين ضد روسيا.

## مهنة النادي
في 21 يناير 2022، وقعت عقدًا لمدة ثلاث سنوات مع نادي راسينغ لويفيل.

## مهنة دولية
اختيرت في بطولة كونكاكاف للسيدات تحت 17 سنة لعام 2016 كأفضل تشكيلة. وشاركت في كأس العالم للسيدات تحت 17 سنة 2016. في 29 مارس 2017، استدعيت للانضمام إلى منتخب الولايات المتحدة لكرة القدم للسيدات. بعد أن أصبحت جزءًا من تشكيلة الولايات المتحدة تحت 20 سنة التي احتلت المركز الثاني في بطولة الكونكاكاف للسيدات تحت 20 سنة 2018، كانت من ضمن تشكيلة منتخب الولايات المتحدة تحت 20 سنة لكأس العالم للسيدات تحت 20 سنة 2018. ظهرت لأول مرة مع الولايات المتحدة في 27 نوفمبر 2020، حيث جاءت كبديل لسام ميويس في الدقيقة 89 ضد هولندا. سجلت هدفها الأول مع المنتخب الوطني الأول ضد أوزبكستان.

## الإحصائيات المهنية

### النادي
آخر تحديث 1 أكتوبر 2022.
| النادي          | موسم            | الدوري          | الدوري | الدوري  | كأس    | كأس     | التصفيات | التصفيات | المجموع | المجموع |
| النادي          | موسم            | قسم             | الظهور | الأهداف | الظهور | الأهداف | الظهور   | الأهداف  | الظهور  | الأهداف |
| --------------- | --------------- | --------------- | ------ | ------- | ------ | ------- | -------- | -------- | ------- | ------- |
| راسينغ لويزفيل  | 2022            | الدوري الوطني   | 22     | 0       | 5      | 1       | —        | —        | 27      | 1       |
| راسينغ لويزفيل  | 2023            | الدوري الوطني   | 0      | 0       | —      | —       | —        | —        | 0       | 0       |
| المجموع الوظيفي | المجموع الوظيفي | المجموع الوظيفي | 22     | 0       | 5      | 1       | 0        | 0        | 27      | 1       |

1. ↑  يشمل NWSL Challenge Cup
2. ↑  يشمل NWSL Playoffs

### دولي
آخر تحديث 9 أبريل 2022.
| الفريق الوطني    | سنة     | الظهور | الأهداف |
| ---------------- | ------- | ------ | ------- |
| الولايات المتحدة | 2020    | 1      | 0       |
| الولايات المتحدة | 2021    | 1      | 0       |
| الولايات المتحدة | 2022    | 3      | 1       |
| المجموع          | المجموع | 5      | 1       |

| ت | تاريخ        | مكان             | الخصم     | أهداف | نتيجة | مسابقة | مرجع   |
| - | ------------ | ---------------- | --------- | ----- | ----- | ------ | ------ |
| 1 | 9 أبريل 2022 | كولومبوس، أوهايو | أوزبكستان | 7-0   | 9-1   | ودية   | [ 10 ] |

## الإنجازات
الولايات المتحدة
- كأس شيبيليفز: 2021؛[11] 2022.[12]

فردي
- كأس هيرمان: 2020، 2021
- أفضل لاعبة خط وسط في مؤتمر الساحل الأطلسي للعام: 2020، 2021